# اس‌ام۴ (سایفر)
اس‌ام۴  با نام چینی ShāngMì 4 (SM4, 商密4) (با نام قبلی SMS4) یک رمز قالبی است که به عنوان یک استاندارد رمزنگاری تجاری در چین پذیرفته شده است. از این رمز در استاندارد ملی چین برای شبکه محلی بی‌سیم WAPI و همچنین در امنیت لایه انتقال استفاده می‌شود.
SM4 به‌عنوان یک رمز برای استاندارد آی‌تریپل‌ئی ۸۰۲٫۱۱آی پیشنهاد شده بود، اما تاکنون رد شده است. یکی از دلایل رد شدن آن، مخالفت با پیشنهاد «مسیر سریع» مربوط به آی‌تریپل‌ئی بوده‌است.
SM4 در سال ۲۰۲۱ به صورت ISO/IEC 18033-3/Amd 1 منتشر شد.
الگوریتم اس‌ام۴ توسط مرکز تضمین داده و امنیت ارتباطات، آکادمی علوم چین و مرکز تست رمزنگاری تجاری اداره ملی رمزنگاری تدوین شده است. قسمت اعظم توسعه آن توسط لو شووانگ (چینی: 吕述望) انجام شده. این الگوریتم در ژانویه ۲۰۰۶ از حالت طبقه‌بندی خارج شد و در اوت ۲۰۱۶ به عنوان یک استاندارد ملی (GB/T 32907-2016) پذیرفته شد.

## جزئیات رمز
این رمز دارای اندازه کلید و اندازه بلوک ۱۲۸ بیتی است. فرایند رمزگذاری یا رمزگشایی یک بلوک داده متشکل از ۳۲ دور است. در این الگوریتم، برای تولید کلیدهای هر دور از یک طرح زمان‌بندی کلید غیرخطی استفاده می‌شود و رمزگشایی از همان کلیدهای دور استفاده می‌کند با این تفاوت که ترتیبشان معکوس است.

### کلیدها و پارامترهای کلید
طول کلیدهای رمزگذاری ۱۲۸ بیت است و به صورت {\displaystyle MK=(MK_{0},\ MK_{1},\ MK_{2},\ MK_{3})} نمایش داده می‌شود که در آن {\displaystyle MK_{i}\ (i=0,\ 1,\ 2,\ 3)} یک کلمه ۳۲ بیتی است. کلیدهای دور به صورت {\displaystyle (rk_{0},\ rk_{1},\ \ldots ,\ rk_{31})} نمایش داده می‌شوند که در آن هر {\displaystyle rk_{i}(i=0,\ \ldots ,\ 31)} یک کلمه است. این کلیدها توسط کلید رمزگذاری اولیه و پارامترهای زیر تولید می‌شوند:
- {\displaystyle FK=(FK_{0},\ FK_{1},\ FK_{2},\ FK_{3})}

- {\displaystyle CK=(CK_{0},\ CK_{1},\ \ldots ,\ CK_{31})}

مقادیر {\displaystyle FK_{i}} و {\displaystyle CK_{i}} کلمه هستند که در تولید کلیدهای دور استفاده می‌شوند.

### دور
مقدار هر دور با استفاده از چهار خروجی دور پیشین {\displaystyle X_{i},X_{i+1},X_{i+2},X_{i+3}} و به شکل زیر محاسبه می‌شود: {\displaystyle X_{i+4}=X_{i}\oplus F(X_{i+1}\oplus X_{i+2}\oplus X_{i+3}\oplus rk_{i})}
تابع {\displaystyle F} یک تابع جایگزینی است که از یک تبدیل غیرخطی (جعبه اس) و یک تبدیل خطی {\displaystyle L} تشکیل شده است.

### جعبه اس
جعبه اس در SM4 برای ورودی ۸ بیتی و خروجی ۸ بیتی ثابت است و به صورت Sbox() نشان داده می‌شود. مشابه اِی‌ئی‌اِس، جعبه اس مبتنی بر وارون ضربی بر روی GF(28) است. در اینجا تبدیل‌های آفین و پایه‌های چندجمله‌ای با اِی‌ئی‌اِس متفاوتند، اما به دلیل یکریختی آفین، با استفاده از جعبه اس اِی‌ئی‌اِس می‌توان آن را کارآمد محاسبه کرد. 

## تاریخچه
در تاریخ ۲۱ مارس ۲۰۱۲، دولت چین استاندارد صنعتی «GM/T 0002-2012 SM4 Block Cipher Algorithm» را منتشر کرد و به‌طور رسمی نام SMS4 به SM4 تغییر یافت.
نسخه‌ای از توضیحات اس‌ام۴ به زبان انگلیسی به صورت یک پیش‌نویس اینترنتی در دسترس است که حاوی یک پیاده‌سازی مرجع در آنسی سی است.
اس‌ام۴ بخشی از توسعه ARMv8.4-A در معماری آرم است. پشتیبانی از اس‌ام۴ برای معماری ریسک پنج در سال ۲۰۲۱ به عنوان افزونه Zksed تأیید شد.
پردازنده‌های اینتل از سری ارو لِیک، لونار لِیک، دایموند رَپید و کلیرواتر فارِست از اس‌ام۴ پشتیبانی خواهند کرد.